# Marianne Prütz
Marianne Prütz (* 2. September 1926 in Potsdam als Marianne Michelczak) ist eine deutsche Dokumentarfilmregisseurin.

## Leben und Wirken
Über den Lebenslauf von Marianne Prütz ist nur wenig bekannt. 1945 begann sie eine Lehre als Kartografin in Potsdam. In den folgenden Jahren wechselte sie ihre Arbeitsstellen häufig und arbeitete unter anderem als Modezeichnerin, Wirtschaftsplanerin und Grafikerin. Zum 1. September 1953 begann sie am DEFA-Studio für populärwissenschaftliche Filme in Potsdam-Babelsberg tätig zu sein. Das Studio produzierte insbesondere Lehr- und Werbefilme. Zunächst war sie als Trickfilmzeichnerin angestellt. 1961 wurde sie Chefzeichnerin. Ab 1964 trat sie auch als Regisseurin in Erscheinung.
Ende 1967 verließ Marianne Prütz die DEFA um freischaffend zu arbeiten. 1983 wirkte sie letztmalig als Trickgestalterin an einem kurzen Dokumentarfilm der Film- und Bildstelle der Medizinischen Akademie Erfurt mit. Über den weiteren Lebenslauf von Marianne Prütz sind keine Informationen bekannt.

## Filmografie (Auswahl)
Regie
- 1961 Umlauf der Erde, auch Drehbuch
- 1964  Kristallformen und Aufbau der Raumgitter, auch Dialog-Regie
- 1965 Bildung und Wachstum der Kristalle, auch Dialog-Regie
- 1966 Kristalle III, auch Drehbuch
- 1966 Bebo-sher, auch Szenarium, über bekanntesten Rasierapparat der DDR
- 1967 Plaste – Auflösungs- und Quellungsvorgänge von Polymeren, auch Drehbuch

Drehbuch
- 1961 Drehung der Erde
- 1961 Umlauf der Erde, auch Regie
- 1966 Kristalle III, auch Regie
- 1967 Plaste – Auflösungs- und Quellungsvorgänge von Polymeren, auch Regie